# Imipramina
A imipramina (nome comercial: Tofranil, entre outros) é um antidepressivo tricíclico usado para tratar depressão, dor neurogênica, dor reumatológica, enurese noturna e depressão resistente a tratamento com antidepressivos ISRS e ISRNS.

## Administração
Em comprimidos ou cápsulas, uma ou duas vezes por dia, com ou sem alimentos, geralmente antes de dormir quando causa sono. Demora uma semana para atuar como analgésico e três semanas como antidepressivo.

## Efeitos colaterais
Possui alguns efeitos colaterais que devem ser pesados contra seus claros benefícios. É um anticolinérgico, porém, provoca sudorese excessiva. Seu uso deve ser sempre feito com orientação médica. Outros efeitos adversos incluem:
- Secura da boca, o que propicia o aparecimento de cáries, para contornar o problema a pessoa deve tomar pequenos e constantes goles de água e evitar gomas de mascar com açúcar
- Constipação (prisão de ventre) que deve ser regulado com enriquecimento de fibras na dieta e não com laxantes
- Tonturas, zumbidos ou dores de cabeça, sedação
- Ganho de peso e aumento do apetite. Pessoas propensas a obesidade devem estar atentas ao ganho de peso e aos excessos de açúcar na dieta.
- Possui um leve efeito arrítmico. Pessoas com problemas cardíacos devem fazer um eletrocardiograma antes de começar o tratamento, depois repetir o mesmo exame para avaliar possíveis problemas.
- Diminuição da libido. Este problema pode ser controlado com a diminuição da dose do remédio.
- Facilita o surgimento de crises convulsivas em pessoas com epilepsia.
- Embaçamento da visão. Caso esteja prejudicando as tarefas pessoais ou o trabalho a dose deve ser diminuída.
- Sonolência, sensação de cansaço e fraqueza muscular.

## Contraindicações
Em pacientes com problemas cardíacos, glaucoma, renais ou hepáticos, alcoolistas, tabagistas, grávidas e lactantes. Não deve ser usado junto com inibidores da monoamina oxidase (IMAO) ou inibidores da catecol-O-metiltransferase (ICOMT).

## Cardiotoxidade
Imipramina é tóxica para o coração, pode aumentar ligeiramente o risco de morte súbita.

## História
No final dos anos 1950, a imipramina foi o primeiro antidepressivo tricíclico a ser desenvolvido (por Ciba ).  No primeiro congresso internacional de neurofarmacologia em Roma, em setembro de 1958, Dr Freyhan da Universidade da Pensilvânia, um dos primeiros médicos a testar os efeitos da imipramina, em um grupo de 46 pacientes, a maioria deles diagnosticados como "psicose depressiva".  Os pacientes foram selecionados para este estudo baseado em sintomas como apatia depressivo, retardo cinética e sentimentos de desesperança e desespero.  Em 30% de todos os pacientes, relatado os melhores resultados, e em cerca de 20%, falha.  Os efeitos colaterais observados foram como os da atropina, e a maioria dos pacientes sofria de vertigem.  Imipramina foi testado em primeiro lugar contra doenças psicóticas como a esquizofrenia, mas revelou-se insuficiente.  Como um antidepressivo, fez bem em estudos clínicos e é conhecida por funcionar bem, mesmo nos casos mais graves de depressão. Não é surpreendente, portanto, que a imipramina pode causar uma elevada taxa de reações maníacas e hipomania em hospitalizados pacientes com transtorno bipolar preexistente, com um estudo mostrando que até 25% desses pacientes mantidos em Imipramina, passam para mania ou hipomania.  
Estas propriedades antidepressivas potentes tornaram a imipramina um padrão de antidepressivo até há pouco tempo. Antes do advento dos ISRSs, o seu perfil de efeitos secundários às vezes intolerável foi considerado mais tolerável. Assim, tornou-se largamente utilizado como um antidepressivo padrão e mais tarde serviu como uma droga protótipo para o desenvolvimento dos antidepressivos tricíclicos depois divulgados.  Hoje em dia, não é mais vulgarmente utilizado como, mas às vezes é ainda prescrito como um tratamento de segunda linha para o tratamento da depressão.  Ele também viu uso limitado no tratamento de enxaqueca, transtorno do deficit de atenção e hiperatividade (TDAH), e síndrome pós-concussão. Imipramina tem indicações adicionais para o tratamento de ataques de pânico, dor crônica e síndrome de Kleine-Levin. Em pacientes pediátricos, as vezes é usado para tratar terror noturno e enurese noturna.